# Stillehavsøsters
Stillehavsøsters (Magallana gigas eller Crassostrea gigas) er en art østers, der lever naturligt i den nordlige del af Stillehavet fra Japan til Beringstrædet.

## Udbredelse i Danmark
I Danmark, hvor arten regnes som uønsket, da den udkonkurrerer de hjemmehørende danske østers, blev den fundet første gang i 1996 i Vadehavet nord for Esbjerg. Den er på sortlisten over invasive arter i Danmark. De er i dag almindelige i Vadehavet, Limfjorden, Isefjorden og i Horsens Fjord.